# Сінлунська спостережна станція
Сінлунська спостережна станція (кит. трад.: 興隆觀測站; піньїнь: Xīnglóng Guāncèzhàn; англ. Xinglong Station) — китайська обсерваторія, розташована в адміністративному районі Ченде, у 4 км на схід від міста Наньшуаңдун і на південь від вершини гори Яньшань на висоті 960 м. Станція введена в експлуатацію в 1968 році. Спочатку вона була «спостережною базою» Пекінської астрономічної обсерваторії, а в 2001 році була безпосередньо підпорядкована Національним астрономічним обсерваторіям Китайської академії наук.

## Телескопи
Основним інструментом обсерваторії є багатооб'єктний спектроскоп LAMOST. Він є найбільшим китайським оптичним телескопом. Він коштував 30 млн доларів і був введений в дію в червні 2007 року.
Обсерваторія також має кілька менших телескопів. Вони нижче перелічені, і вказані їхні діафрагми:
- Телескоп Річі-Кретьєна — 2,16 м[3]
- Інфрачервоний телескоп — 1,26 м[4]
- Телескоп-рефлектор — 1 м[5][6]
- Телескоп-рефлектор — 85 см[7]
- Телескоп-рефлектор — 80 см[8]
- Телескоп Шмідта[en] — 60/90 см[9]
- Телескоп-рефлектор — 60 см[10]
- Телескоп-рефлектор — 50 см[11]

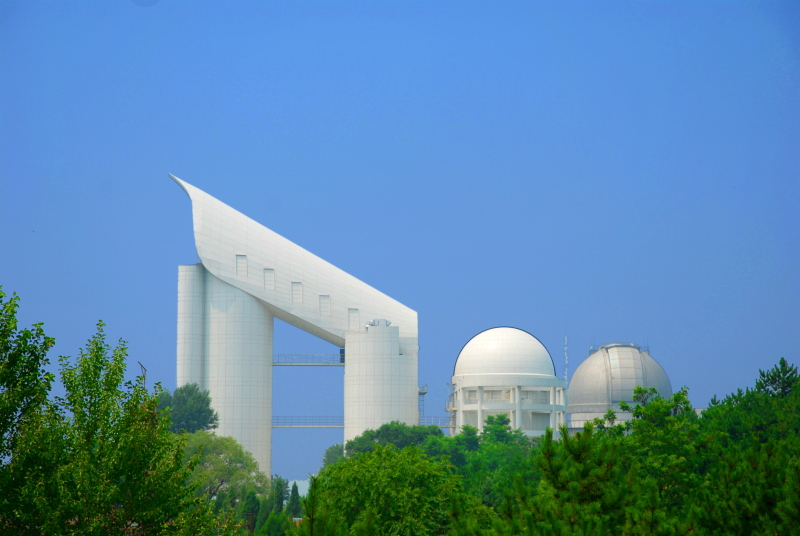
LAMOST (будівля і купол посередині зображення) і купол 2,16-метрового телескопа-рефлектора (сірий, праворуч)

Завдяки 1-метровому телескопу Сінлунська спостережна станція з 2016 року бере участь у квантово-фізичних експериментах із супутником Мо-цзи. У 2017 році було встановлено 280-кілометровий квантово-оптичний кабель довжиною від Сінлуна до Пекіна. Станом на 2020 рік Сінлун був підключений до локальних мереж не лише в Пекіні, а й у Цзінані, Хефеї та Шанхаї через китайську квантову магістраль.